# Лангведел (Везер)
Лангведел (њем. Langwedel) општина је у њемачкој савезној држави Доња Саксонија. Једно је од 11 општинских средишта округа Ферден. Према процјени из 2010. у општини је живјело 14.637 становника. Посједује регионалну шифру (AGS) 3361006.

## Географски и демографски подаци
Лангведел се налази у савезној држави Доња Саксонија у округу Ферден. Општина се налази на надморској висини од 22 метра. Површина општине износи 76,1 km². У самом мјесту је, према процјени из 2010. године, живјело 14.637 становника. Просјечна густина становништва износи 192 становника/km².